# Mykoła Łapa
Mykoła Petrowycz Łapa, ukr. Микола Петрович Лапа, ros. Николай Петрович Лапа, Nikołaj Pietrowicz Łapa (ur. 4 grudnia 1972 w Nowoukraince, w obwodzie kirowohradzkim) – ukraiński piłkarz, grający na pozycji obrońcy, trener piłkarski.

## Kariera piłkarska
Wychowanek Szkoły Sportowej w Charkowie. W 1989 rozpoczął karierę piłkarską w klubie Zirka Kirowohrad, który potem zmienił nazwę na Zirka-NIBAS. W lipcu 1994 odszedł do zespołu amatorskiego Łokomotyw Znamianka, a w październiku zasilił skład FK Lwów. Wkrótce, po miesiącu przeniósł się do Naftochimika Krzemieńczuk. Podczas przerwy zimowej sezonu 1995/96 powrócił do FK Lwów. Latem 1997 przeszedł do Nywy Tarnopol. W 2001 wyjechał do Rosji, gdzie przez 5 lat bronił barw SKA-Eniergija Chabarowsk. Na początku 2005 powrócił do Zirki Kirowohrad, w której zakończył karierę piłkarza po rozwiązaniu klubu latem 2006. Potem jeszcze grał w zespołach amatorskich Zirka Kirowohrad (2007), Chołodnyj Jar Kamianka (2008), FK Woroniwka (2008) i Zoria Hajworon (2009).

## Kariera trenerska
Karierę szkoleniowca rozpoczął jeszcze będąc piłkarzem. W pierwszym meczu rundy wiosennej sezonu 2004/05 pełnił obowiązki głównego trenera Zirki Kirowohrad w przegranym 7 kwietnia 2005 roku spotkaniu z Hirnykiem Krzywy Róg (1:4). Od 8 września 2009 do 30 sierpnia 2010 pomagał szkolić bramkarzy w klubie Stal Dnieprodzierżyńsk. Potem pracował w Akademii Mashʼal Muborak.

## Sukcesy i odznaczenia

### Sukcesy piłkarskie
SKA-Eniergija Chabarowsk
- mistrz grupy wschodniej Rosyjskiej Drugiej Ligi: 2001